# Czarna (gemeente in powiat Bieszczadzki)
De gemeente Czarna is een landgemeente in het Poolse woiwodschap Subkarpaten, in powiat Bieszczadzki.
De zetel van de gemeente is in Czarna (sinds 30 december 1999 Czarna Górna genoemd).
Op 30 juni 2004 telde de gemeente 2368 inwoners.

## Oppervlakte gegevens
In 2002 bedroeg de totale oppervlakte van gemeente Czarna 184,62 km², waarvan:
- agrarisch gebied: 26%
- bossen: 60%

De gemeente beslaat 16,22% van de totale oppervlakte van de powiat.

## Demografie
Stand op 30 juni 2004:
| Omschrijving                   | Totaal | Totaal | Vrouwen | Vrouwen | Mannen | Mannen |
| ------------------------------ | ------ | ------ | ------- | ------- | ------ | ------ |
| eenheid                        | aantal | %      | aantal  | %       | aantal | %      |
| inwoners                       | 2368   | 100    | 1175    | 49,6    | 1193   | 50,4   |
| bevolkingsdichtheid (inw./km²) | 12,8   | 12,8   | 6,4     | 6,4     | 6,5    | 6,5    |

In 2002 bedroeg het gemiddelde inkomen per inwoner 1658,65 zł.

## Administratieve plaatsen (sołectwo)
- Czarna Górna
- Czarna Dolna :
  - Sokołowa Wola
  - Paniszczów
- Rabe
- Żłobek
- Lipie
- Michniowiec
- Bystre
- Polana
- Wydrne
- Olchowiec
- Chrewt
- Serednie Małe:
  - Rosochate
  - Rosolin
  - Tworylne

## Aangrenzende gemeenten
Cisna, Lutowiska, Solina, gemeente Ustrzyki Dolne. De gemeente grenst aan Oekraïne.